# Angoumois
Angoumois este o fostă provincie franceză, cu capitala la Angoulême.
În diverse perioade, Angoumois-ul era delimitat la vest de Saintonge, la est de Limousin sau Marche, la nord de Poitou, și la sud de Périgord și Guyenne.
Angoumois corespunde părții centrale a actualului departament Charente. De asemenea, includea câteva parohii și enclave în actualul departament Deux-Sèvres (Pioussay, Hanc și Bouin, provenind din Marchizatul de Ruffec), în Haute-Vienne (Oradour-sur-Vayres, Cussac, Dournazac, printre altele) și în Dordogne (La Tour-Blanche).

## Istorie

Provincia Angoumois în secolul al XVIII-lea și comunele actuale.

Franta in 1477.

Această provincie era stabilită pe teritoriul civitas-ului gallo-roman Iculisma, actualul Angoulême. Ea includea următoarele ținuturi: Ruffec, Horte et Tardoire și o parte din Confolens, și făcea parte, împreună cu Cognac, din posesiunile casei Valois-Angoulême când aceștia au acces la tronul Franței. În primul rând sub autoritatea contelui de Angoulême, ea a fost treptat integrată, începând cu secolul al XV-lea, în administrația Franței moderne.
Limitele acestui teritoriu variază, așa cum se întâmplă în majoritatea provinciilor, în funcție de diferitele sale administrații:
- Dioceza Angoulême, înființată încă din secolul al III-lea, limitată de cele ale Limoges-ului, Périgueux-ului, Saintes-ului și Poitiers-ului. Se întinde pe câteva parohii și cătune ale acestora. Nu pare să fi fost modificată, de la înființarea sa inițială, până la sfârșitul secolului al XVIII-lea[3]. Dieceza Angoulême-ului era sufragană a Bordeaux-ului.
- Guvernoratul militar: după ce a făcut parte din guvernoratul Orléans-ului, este extins cu guvernoratul Saintonge-ului, pentru a forma un singur guvernorat, guvernoratul Angoumois și Saintonge[n 2], având un singur guvernator, un locotenent general[n 3] de provincie și doi locotenenti regali, unul la Saintes, celălalt la Angoulême. Aceștia comandau în chestiunile legate de serviciul militar al regelui.
- Guvernoratul civil, numit obișnuit provincie, care se întinde pe întreg teritoriul supus cutumei țării; este vorba despre domeniu și Seneșalat[n 4]. Domeniul și Seneșalul Angoumois-ului vor fi integrate la Prezidiul-ul Angoulême-ului la crearea sa în 1551. Apelurile sale erau judecate la Parlamentul din Paris[n 5]. Exista, de asemenea, un Seneșal la Cognac până la Revoluție. Prezidiul din Cognac a fost, la rândul său, desființat la mijlocul secolului al XVII-lea. În întinderea provinciei se judeca după obiceiul Angoumois (publicat la 10 octombrie 1514, sub 10 titluri conținând 121 de articole).
- Guvernoratul celor două orașe principale: municipalitatea Angoulême-ului, creată în 1204, sub autoritatea primarului, și municipalitatea Cognac-ului.
- Administrația financiară: aceasta include două districturi financiare[n 6], una la Angoulême, care depinde de generalitatea[n 7] Limoges-ului, și una la Cognac, care depinde de generalitatea La Rochelle-ului. Și una și alta se extind chiar și pe parohii sau cătune care nu sunt din aceast Seneșalat[6]. În materie financiară, apelurile erau de competența Curții de Conturi, a Curții Ajutorului[n 8] și a Curții Monedelor de la Paris. Începând cu anul 1710, se adaugă jurisdicția consulară, ale cărei apeluri erau judecate în parlament.

Date cheie din istoria sa:
- Constituirea orașului Angoulême la sfârșitul secolului al IV-lea.
- Unificarea cu Périgord și Agenais în secolul al IX-lea, devenind un comitat în 866.
- Apogeul puterii sale în secolele al X-lea și al XI-lea, sub domnia lui Guillaume al III-lea Taillefer și a lui Guillaume al IV-lea.
- Rivalitate între dinastiile Plantagenet și Capețienilor. Ioan fără de Țară răpește pe Isabella de Angoulême, fiica unică a lui Aymar Taillefer, conte de Angoulême, în 1200. Regele Franței, Filip al II-lea, pronunță confiscarea bunurilor sale continentale în 1202, declanșând ostilități (vezi în special Ioan al Angliei).
- Comitatul este integrat în Regat de Filip al IV-lea cel Frumos în 1308. Trece în mâinile englezilor în 1360 și este recucerit în 1373. Dar englezii vor rămâne aici episodic până în 1445[7], în special în fortărețele La Rochandry și Bouteville.
- Angoumois este ridicat la rangul de ducat-pair în februarie 1515 de către Francisc I; devine astfel un feud regal și domenial, adevărat patrimoniu al regilor.
- Angoulême obține privilegiul de Universitate în 1516. Dezvoltarea industriei hârtiei.
- Jean Calvin locuiește la Louis Dutillet în 1533 la Claix.
- 1559: primele biserici protestante.
- 1576-1588: tulburări ale ligii, asediu al Angoulême-ului, asediu al Villebois-ului.
- Revolte țărănești în secolele al XVI-lea și al XVII-lea (impozite, sărăcie, războaiele religioase, revocarea edictului de la Nantes).
- A fost atașat la generalitatea Limoges în 1692 în scopul de a controla mai bine colectarea impozitelor.

## În literatură
Angoumois rămâne mult timp în uzul curent. Îl găsim în special în romanele lui Honoré de Balzac. Angoumois, de unde provin Lucien de Rubempré și Madame de Bargeton, este fundalul primelor și al treilea părți ale Iluziilor pierdute"(1836-1843) și al primei părți din Splendoare și mizerii ale curtezanilor (1847).